# Colobodus
Colobodus es un género extinto de peces actinopterigios prehistóricos. Fue descrito por Agassiz en 1843.
Vivió en Austria, Bélgica, China, Francia, Alemania, Hungría, Italia, Luxemburgo, Pakistán, Polonia, Arabia Saudita, España, Suiza, Reino Unido y los Estados Unidos (Nevada).

## Fósiles

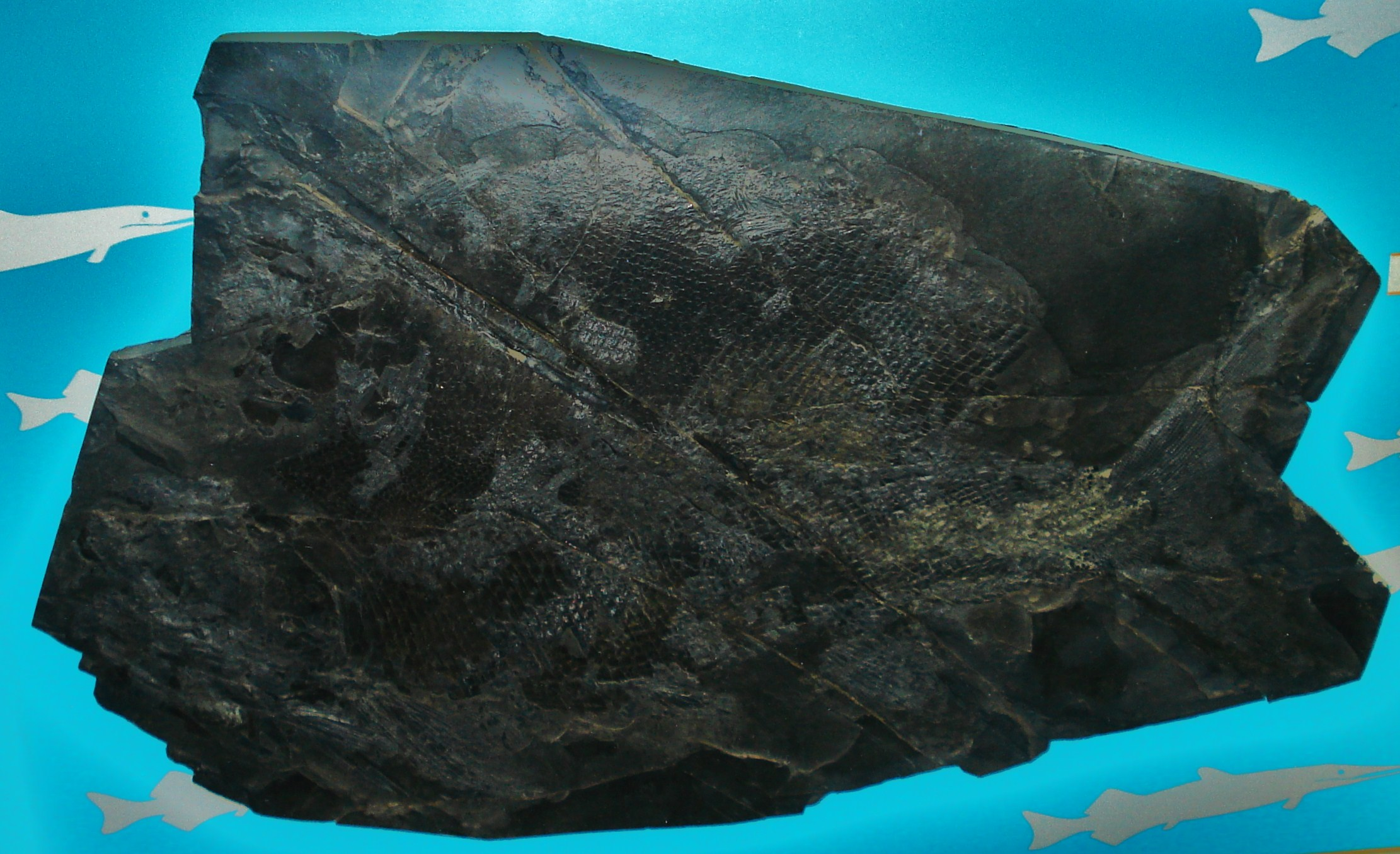
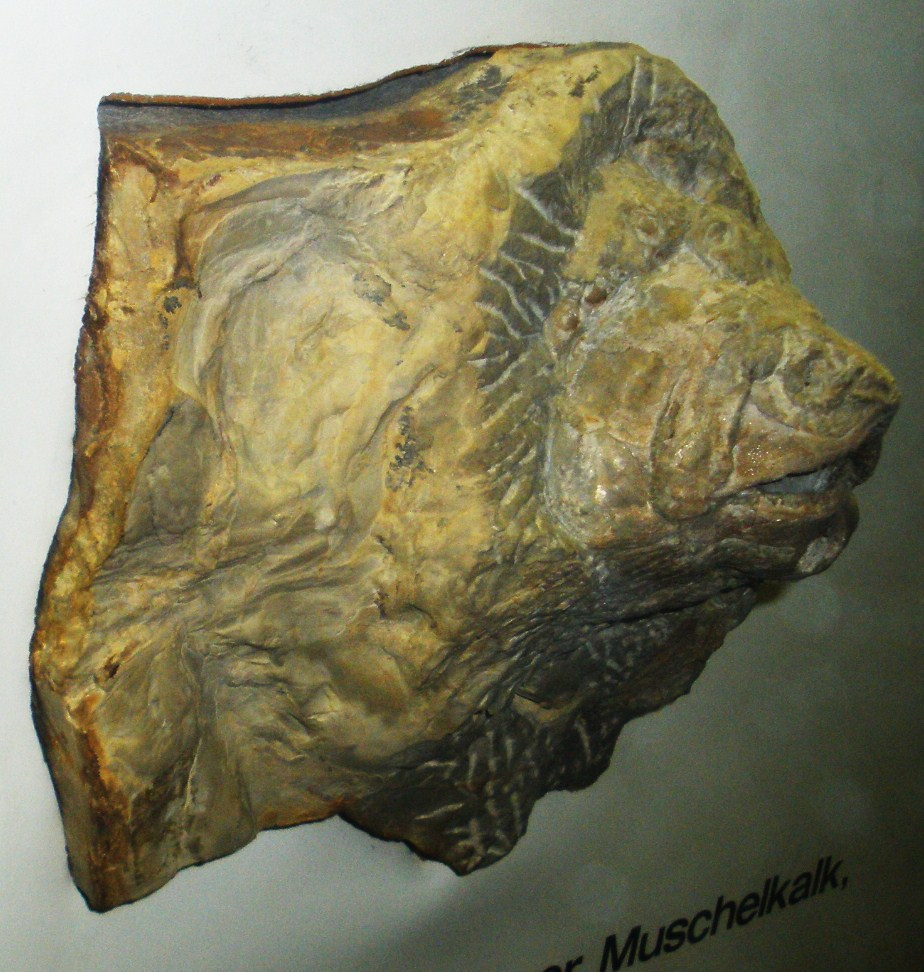
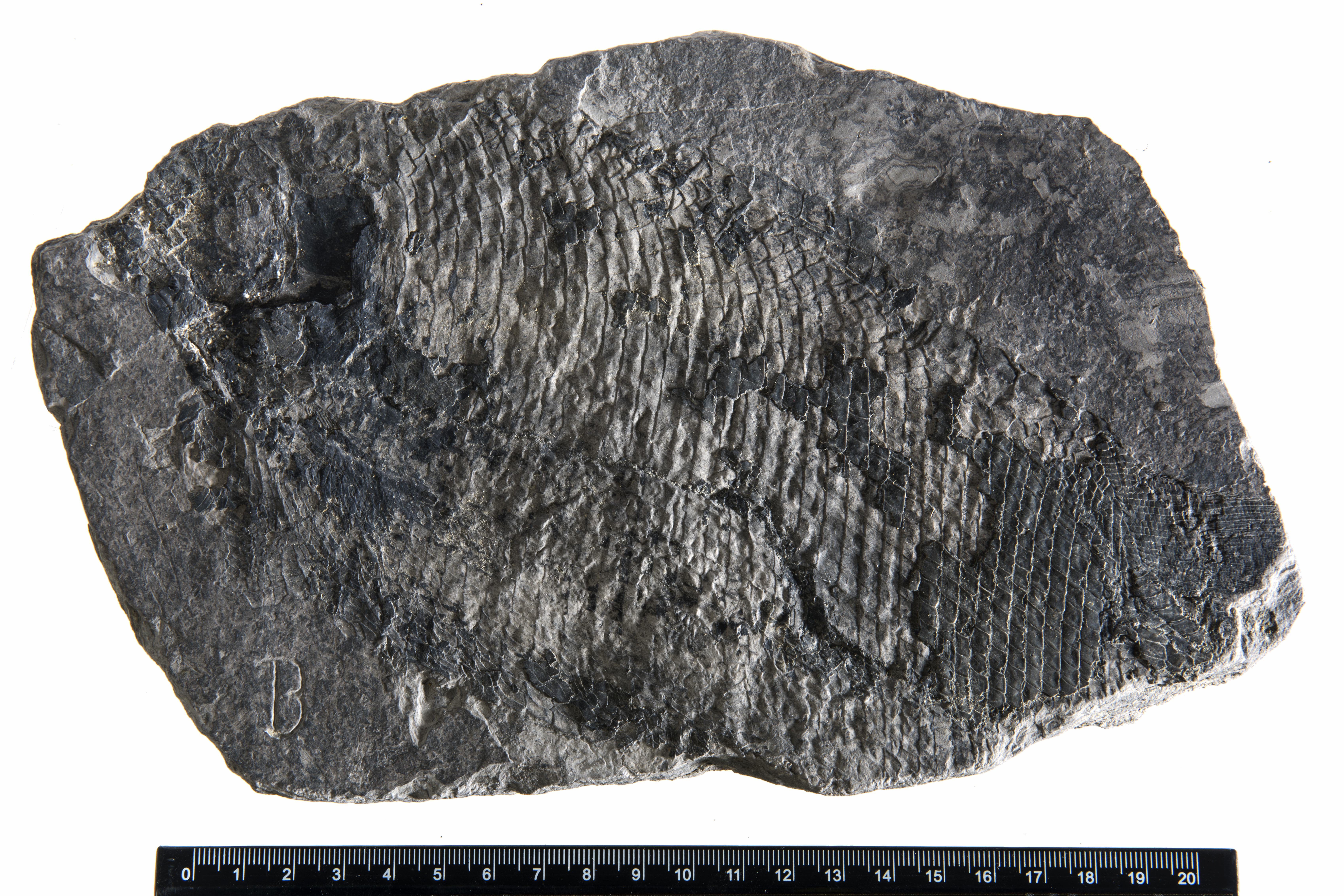
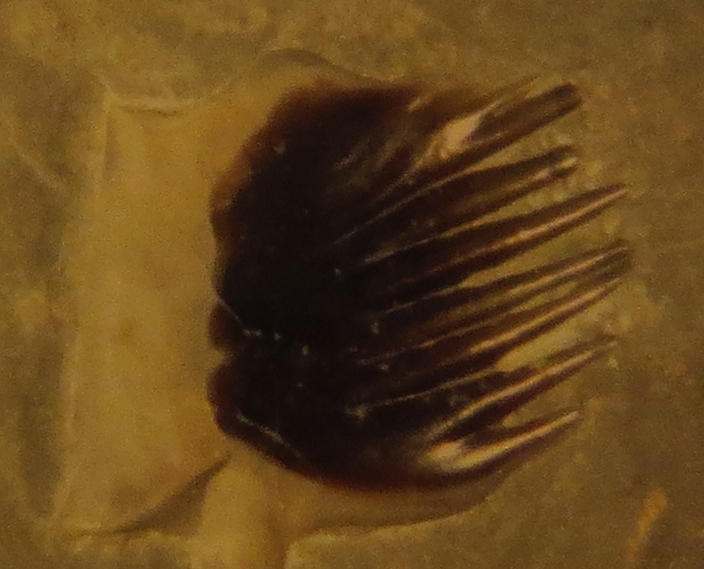
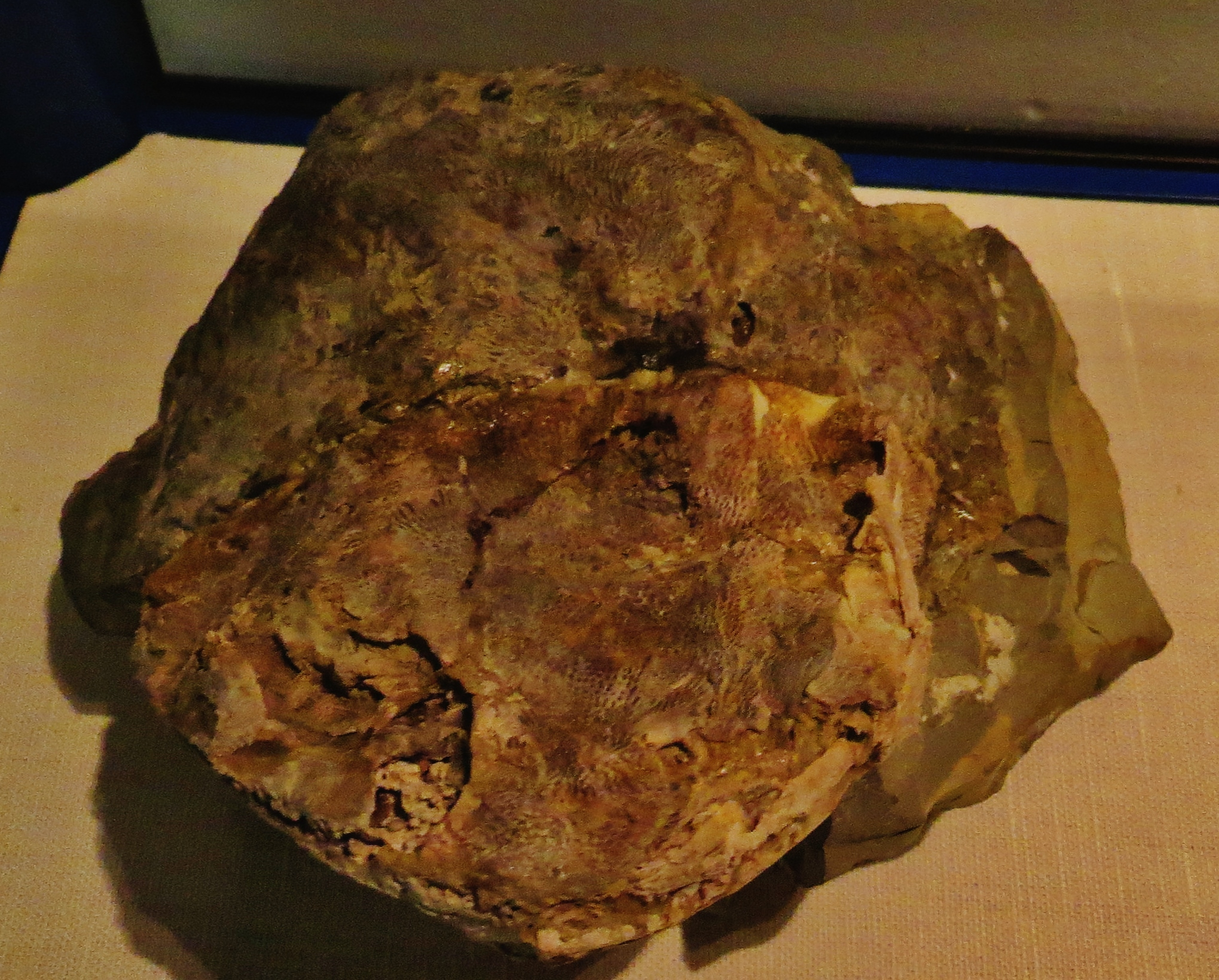